# Drosera liniflora
Drosera liniflora är en sileshårsväxtart som beskrevs av Debbert. Drosera liniflora ingår i släktet sileshår, och familjen sileshårsväxter. Inga underarter finns listade i Catalogue of Life.